# Episodi di Ocean Girl (seconda stagione)
La seconda stagione della serie televisiva Ocean Girl è stata trasmessa in anteprima in Australia da Network Ten tra il 3 luglio 1995 e il 25 settembre 1995.
| nº | Titolo originale          | Titolo italiano | Prima TV Australia | Prima TV Italia |
| -- | ------------------------- | --------------- | ------------------ | --------------- |
| 1  | The Return                |                 | 3 luglio 1995      |                 |
| 2  | Where No Whale Swims      |                 | 10 luglio 1995     |                 |
| 3  | Father's Message          |                 | 17 luglio 1995     |                 |
| 4  | Records and Recollections |                 | 24 luglio 1995     |                 |
| 5  | Mera                      |                 | 31 luglio 1995     |                 |
| 6  | The Institute             |                 | 8 agosto 1995      |                 |
| 7  | No Place Like Home        |                 | 14 agosto 1995     |                 |
| 8  | Our Island                |                 | 21 agosto 1995     |                 |
| 9  | Underwater and Undercover |                 | 28 agosto 1995     |                 |
| 10 | Secrets Out               |                 | 4 settembre 1995   |                 |
| 11 | Sabotage                  |                 | 11 settembre 1995  |                 |
| 12 | The Arrival               |                 | 18 settembre 1995  |                 |
| 13 | The Return                |                 | 25 settembre 1995  |                 |